# Wiggenhall St Mary Magdalen
Wiggenhall St Mary Magdalen – wieś w Anglii, w hrabstwie Norfolk, w dystrykcie King’s Lynn and West Norfolk. Leży 64 km na zachód od Norwich i 134 km na północ od Londynu. Miejscowość liczy 687 mieszkańców.